# Estádio Municipal Prefeito Dilzon Luiz de Melo
O Estádio Municipal Prefeito Dilzon Luiz de Melo, popularmente conhecido como Melão (em decorrência do sobrenome Melo), é um estádio de futebol brasileiro, localizado na cidade de Varginha, no sul do estado de Minas Gerais.

## História
O estádio foi construído, às pressas, em 1988.
O Melão foi palco do primeiro jogo que a seleção brasileira realizou se preparando para a Copa de 1994, uma vitória sobre a Iugoslávia por 3 a 1 em 30 de outubro de 1991. A campanha vitoriosa a partir deste jogo (era a reestreia do técnico Carlos Alberto Parreira) culminou com a conquista do Tetracampeonato Mundial de Futebol.
Em 2012, a equipe do Cruzeiro mandou alguns de seus jogos pelo Campeonato Brasileiro no estádio. Penalizado por conta de incidentes no clássico contra o Atlético Mineiro, no ano anterior, a equipe perdeu o mando de campo em Belo Horizonte para os dois primeiros jogos da competição. O primeiro jogo foi em Uberlândia, porém, devido ao pequeno número de torcedores presentes no primeiro jogo (contra o Atlético Goianiense), a diretoria solicitou a mudança da segunda partida (contra o Sport) para Varginha. Em setembro, o clube foi punido novamente, dessa vez com a perda de seis mandos de campo, por causa de objetos arremessados no gramado do estádio Independência, também durante jogo contra o Atlético Mineiro.

## Origem do nome
O Estádio foi construído durante a gestão do Prefeito Dilzon Luiz de Melo, de 1983 a 1988, e em sua homenagem ostenta o seu nome. Este, desde 1991 ocupa o cargo de deputado estadual em Minas Gerais, sendo o atual primeiro secretário da Assembleia Legislativa de Minas Gerais.

## Capacidade
Foi construído com um projeto inicial que chegaria a 45.000 lugares, mas após terminado sua capacidade ficou registrada com 20.000 lugares. Pelas atuais normas de segurança sua capacidade é de 15.471 torcedores, e com o Mineirão fechado para reformas ele fica na 7ª posição entre os maiores estádios de Minas Gerais, estando atrás apenas dos estádios Parque do Sabiá em Uberlândia com 50.000 lugares, do Helenão em Juiz de Fora com 31.863 lugares, da Arena Independencia em Belo Horizonte com 23.018 lugares, da Arena do Jacaré em Sete Lagoas com 19.834 lugares, e do Mandusão em Pouso Alegre, com 17.000 lugares, e do Lamegão em Ipatinga com 16.000 lugares.

## Clubes mandantes
Os seguintes clubes mandam seus jogos no Melão, atualmente:

### Futebol
- Varginha Esporte Clube (VEC)
- Boa Esporte Clube

### Rugby
- Varginha Rugby Clube
- Minas Rugby Clube
- Gaya Rugby Clube